# Onobrychis radiata
Onobrychis radiata là một loài thực vật có hoa trong họ Đậu. Loài này được (Desf.) M.Bieb. miêu tả khoa học đầu tiên.